# Max Temming

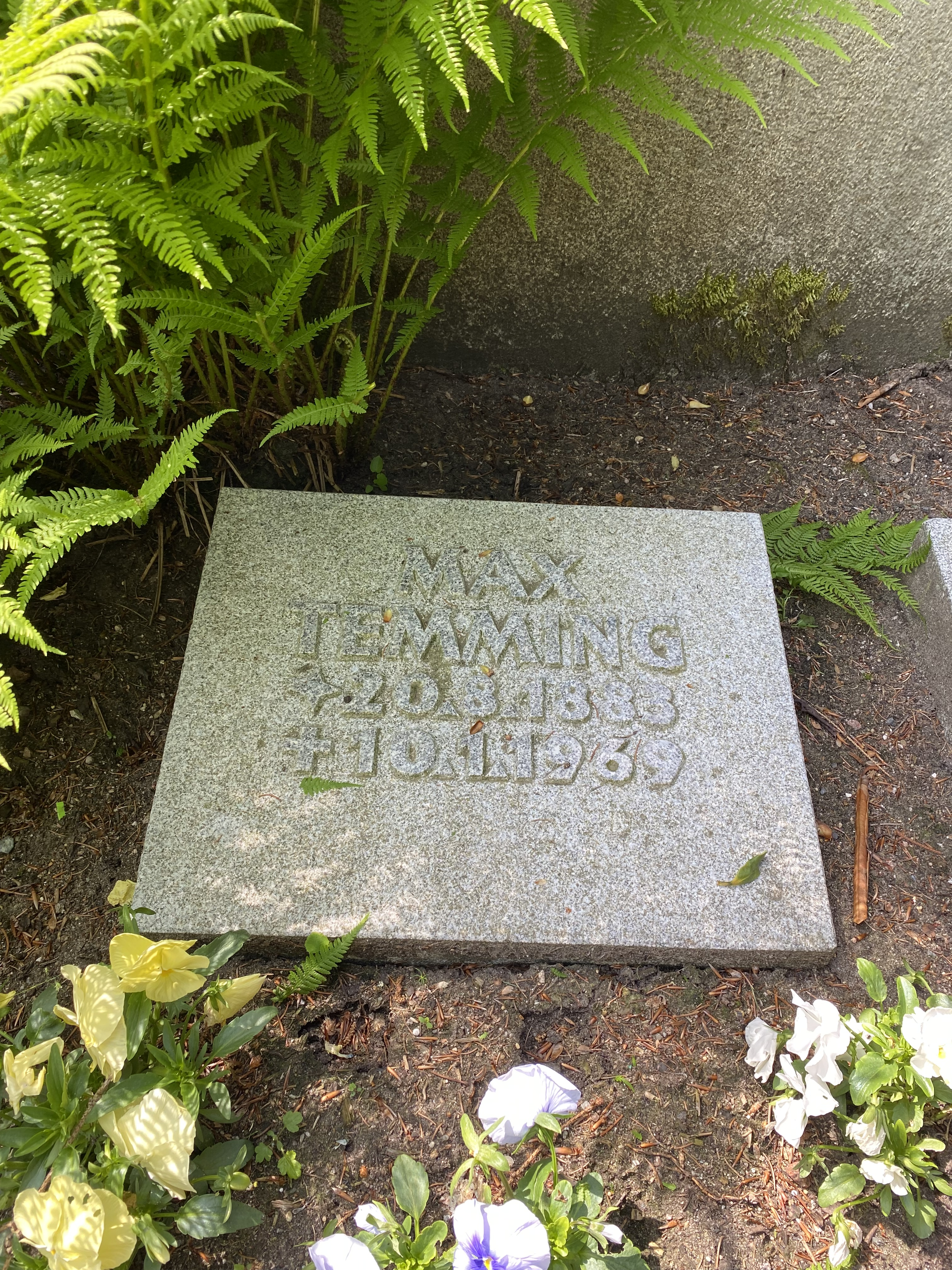
Kissenstein in der Familiengrabstätte auf dem Friedhof Ohlsdorf

Max Temming (* 20. August 1883 in Düsseldorf; † 10. Januar 1969 in Hamburg) war ein deutscher Kaufmann.

## Werdegang
Temming wurde 1904 Teilhaber der Baumwollbleicherei und Flachsverarbeitungsfirma Peter Temming oHG in Glückstadt und war nach Umwandlung der Firma in eine Aktiengesellschaft ab 1932 Vorstandsmitglied und ab 1951 Aufsichtsratsmitglied.
In Hamburg trat er als Förderer der Künste auf. Max Temming wurde in der Familiengrabstätte auf dem Friedhof Ohlsdorf beigesetzt. 

## Ehrungen
- 1953: Verdienstkreuz (Steckkreuz) der Bundesrepublik Deutschland